# Асоціація (суспільство)
Асоціація (лат. associo — з'єдную, зв'язую) — добровільне об'єднання фізичних або юридичних осіб для досягнення спільної мети на засадах взаємовигідної співпраці при збереженні самостійності, правової та майнової незалежності її членів; товариство, спілка.
Типи асоціацій:
- міждержавні
- ділового співробітництва
- фінансово-економічні
- торговців
- господарські
- учених, діячів культури та інші

Спілка — різновид добровільного громадського формування, що утворюється на основі єдності інтересів для спільної реалізації громадянами або юридичними особами своїх політичних, професійних та інших прав і свобод. Масовими є професійні спілки, а також творчі спілки (журналістів, письменників, архітекторів, композиторів, художників, кінематографістів та інших). В окремих випадках спілка може утворюватись як політична партія або інші громадсько-політичні угруповання.
Серед відомих спілок були Спілка селян у часи УЦР, ЛКСМУ...